# Choerorhinini
Choerorhinini es una tribu de insectos coleópteros curculiónidos. Contiene un solo género: Choerorhinus, con las siguientes especies.

## Especies
- Choerorhinus explanatus	Konishi 1960
- Choerorhinus intrusus